# La Peur (Stefan Zweig)
Pour les articles homonymes, voir Angst et La Peur.
La Peur  (titre original en allemand : Angst) est une nouvelle de l'écrivain autrichien Stefan Zweig publiée en 1920 à Berlin.

## Contexte
Écrite en février et avril 1913, la nouvelle paraît pour la première fois en 1920 à Berlin. Cette nouvelle occupe une place particulière dans l'œuvre de Zweig. D'une part, elle est l'une des rares nouvelles de l'écrivain à avoir fait l'objet d'une édition séparée : ce n'est qu'en 1936 qu'elle est intégrée à un recueil intitulé Kaleidoskop. D'autre part, il en existe deux versions : une version longue (la version originale) parue en 1920, et une version courte, parue en 1925 chez Reclam, à Leipzig.
La version courte sera publiée pour la première fois en France en 1935.

## Résumé
Au début du siècle, à Vienne. Irène, trentenaire bourgeoise mariée, aimée de son mari, le trompe néanmoins, par jeu et par envie de se divertir. Jusqu'au jour où une femme la coince à la sortie de chez l'amant, jeune musicien à succès. Dès lors, Irène vit dans la peur de se faire prendre par son mari, de se faire dénoncer par la maître-chanteuse. Mais il s'avère que cette dernière n'est qu'une actrice, payée par le mari d'Irène, dans le but de lui faire avouer et de pouvoir lui pardonner.

## Analyse narratologique
La nouvelle est construite selon un schéma narratif simple (cf. résumé supra). L'analyse narratologique dégage un narrateur externe à l'histoire et le narrateur adopte une focalisation interne; l'action est alors racontée à travers le regard d'Irène, l'héroïne de la nouvelle.
D'autre part, un des intérêts littéraires majeurs est la dimension psychologique de l'ouvrage : en réalité, la chronologie du texte et de la narration sont extrêmement modulables. Ceci participe bien évidemment à la production d'un effet de réel et d'adéquation entre les sentiments du personnage et le rythme narratif. Concrètement, lorsqu'en bonne infidèle, Irène est prise de remords, le psycho-récit fait appel à des procédés littéraires tels que l'analepse, notamment lorsqu'elle se remémore sa rencontre avec son amant, puis les quelques moments d'égarement qu'elle a vécus avec ce-dernier, ou encore la prolepse qui survient durant les anticipations angoissantes d'Irène quant aux réactions probables de son mari au moment fatidique de la révélation, volontaire ou non, du grand secret qui ficèle la nouvelle.
Finalement, le rythme du récit s'adapte et s'articule selon l'état et la situation du personnage. C'est ainsi que, paralysée par la peur et en pleine introspection, le récit s'étale et s'étire en longueur tandis que stressée, elle fuit, le récit s'accélère alors jusqu'à outrance, un affolement du récit pareil à l'héroïne paniquée à l'idée d'être mise à nu face à sa faute.

## Adaptations cinématographiques
- 1928 - Angst (autre titre Die schwache Stunde einer Frau), de Hans Steinhoff. Avec Elga Brink, Henry Edwards et Gustav Fröhlich.
- 1936 - La Peur, aussi connu sous le titre Vertige d'un soir, de Viktor Tourjanski. Avec Charles Vanel, Gaby Morlay.
- 1954 - La Peur, de Roberto Rossellini. Avec Ingrid Bergman, Mathias Wieman, Edith Schultze-Westrum et Klaus Kinski.
- 1992 - La Peur (téléfilm), de Daniel Vigne. Avec Nicola Farron, Maurice Baquet, Cinzia De Ponti et Hanns Zischler.

## Adaptation théâtrale
- 2014-2017 - La Peur adapté par Élodie Menant, avec Hélène Degy, Ophélie Marsaud et Aliocha Itovich au Théâtre Michel (Paris)

## Adaptation sonore
- 1992 - La Peur, de Stefan Zweig, lu par Fanny Ardant, sur une musique de Jean-Sébastien Bach interprétée au piano par Joëlle Guimier, des femmes-Antoinette Fouque, coll. « La Bibliothèque des voix », Paris.  (EAN 3328140020212 et 3328140022018)

## Édition en français
: document utilisé comme source pour la rédaction de cet article.
- Stefan Zweig (trad. de l'allemand par Marie-Dominique Montfieyre), Roman et nouvelles, vol. I, Paris, Le Livre de Poche, coll. « La Pochotèque », 1996, 1222 p. (ISBN 978-2253055136), « La Peur » (version longue)